# Курдванув (Мазовецьке воєводство)
Курдванув (пол. Kurdwanów) — село в Польщі, у гміні Нова-Суха Сохачевського повіту Мазовецького воєводства.
Населення — 118 осіб (2011).
У 1975-1998 роках село належало до Скерневицького воєводства.

## Демографія
Демографічна структура станом на 31 березня 2011 року:
|          | Загалом | Допрацездатний вік | Працездатний вік | Постпрацездатний вік |
| -------- | ------- | ------------------ | ---------------- | -------------------- |
| Чоловіки | 58      | 7                  | 46               | 5                    |
| Жінки    | 60      | 7                  | 37               | 16                   |
| Разом    | 118     | 14                 | 83               | 21                   |